# Asura hyporhoda
Asura hyporhoda är en fjärilsart som beskrevs av George Francis Hampson 1900. Asura hyporhoda ingår i släktet Asura och familjen björnspinnare. Inga underarter finns listade i Catalogue of Life.